# Boynes
Boynes település Franciaországban, Loiret megyében. Lakosainak száma 1323 fő (2022. január 1.). Boynes Givraines, Barville-en-Gâtinais, Batilly-en-Gâtinais, Courcelles-le-Roi és Yèvre-la-Ville községekkel határos.

## Népesség
A település népességének változása:
| Lakosok száma | 971  | 963  | 978  | 1103 | 1312 | 1350 | 1355 | 1324 | 1326 | 1323 |
|               | 1968 | 1982 | 1990 | 2006 | 2013 | 2015 | 2017 | 2019 | 2020 | 2022 |